# Peste antonina
La peste antonina (165-180), nota anche come peste di Galeno, dal medico Galeno che la descrisse, fu una pandemia di vaiolo, o morbillo, o meno probabilmente tifo, propagata entro i confini dell'impero romano dai soldati dell'esercito di ritorno dalle campagne militari contro i Parti.
L'epidemia potrebbe avere anche causato la morte dell'imperatore romano Lucio Vero, morto nel 169, co-reggente con Marco Aurelio, il cui patronimico "Antoninus" diede il nome all'epidemia.
Le fonti antiche concordano sul fatto che l'epidemia apparve la prima volta durante l'assedio portato dai Romani a Seleucia, nell'inverno del 165–66, durante le campagne partiche di Lucio Vero.

## Storia ed epidemiologia

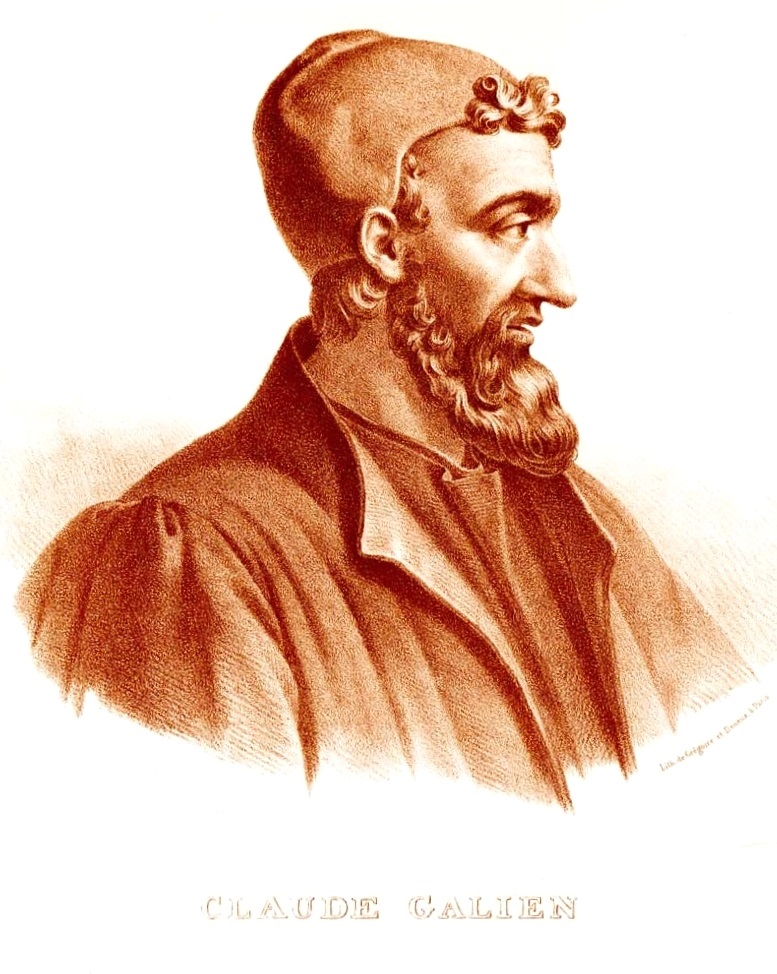
Galeno

Nel 166, durante l'epidemia, il medico e scrittore greco Galeno viaggiò da Roma a casa sua in Asia Minore; tornò a Roma nel 168, quando fu convocato dai due Augusti. 
Era presente allo scoppio dell'epidemia tra le truppe stanziate ad Aquileia nell'inverno del 168/69. Le osservazioni di Galeno e la sua descrizione nel trattato Methodus medendi sono brevi, e i suoi altri accenni alla cosa sono sparsi tra i suoi numerosi e voluminosi scritti. 
Il focolaio scoppiò di nuovo nove anni dopo, secondo lo storico romano Cassio Dione, e causò fino a 2.000 morti al giorno a Roma, uccidendo un quarto degli infetti. La peste avrebbe imperversato nell'impero per quindici anni, facendo secondo le stime tra i 5 e i 30 milioni di morti. La malattia uccise circa un terzo della popolazione in alcune zone, e decimò l'esercito romano.
Ammiano Marcellino afferma che la peste dilagò fino alla Gallia e alle legioni stanziate lungo il Reno. Eutropio asserisce che moltissime persone morirono in tutto l'impero.
Secondo lo scrittore spagnolo del V secolo Paolo Orosio, molte città e villaggi della penisola italiana e delle province europee persero tutti i loro abitanti. Quando l'epidemia si spostò verso nord raggiungendo il Reno, infettò anche i popoli germanici e galli posti all'esterno dei confini dell'impero.

## Eziologia
Descrive la peste come "grande" e di lunga durata, e cita febbre, diarrea e infiammazioni della faringe, oltre a eruzioni sulla pelle, a volte asciutte e altre volte purulente, che apparivano verso il nono giorno di malattia. L'informazione fornita da Galeno non definisce chiaramente la natura della malattia.
Lo storico William H. McNeill afferma che la peste antonina e la successiva peste di Cipriano (251-ca.270) furono due malattie diverse, una di vaiolo e l'altra di morbillo, anche se non necessariamente in questo ordine. 
La grave devastazione che la popolazione europea subì da queste due epidemie potrebbe far pensare che queste persone non fossero mai state colpite dalle due pandemie, che altrimenti avrebbero reso immuni i sopravvissuti. Altri storici credono che si sia trattato in entrambi i casi di vaiolo. Quest'ultima ipotesi sembra più corretta dato che la stima molecolare data l'evoluzione del morbillo dopo il 500.

## Effetti sociopolitici

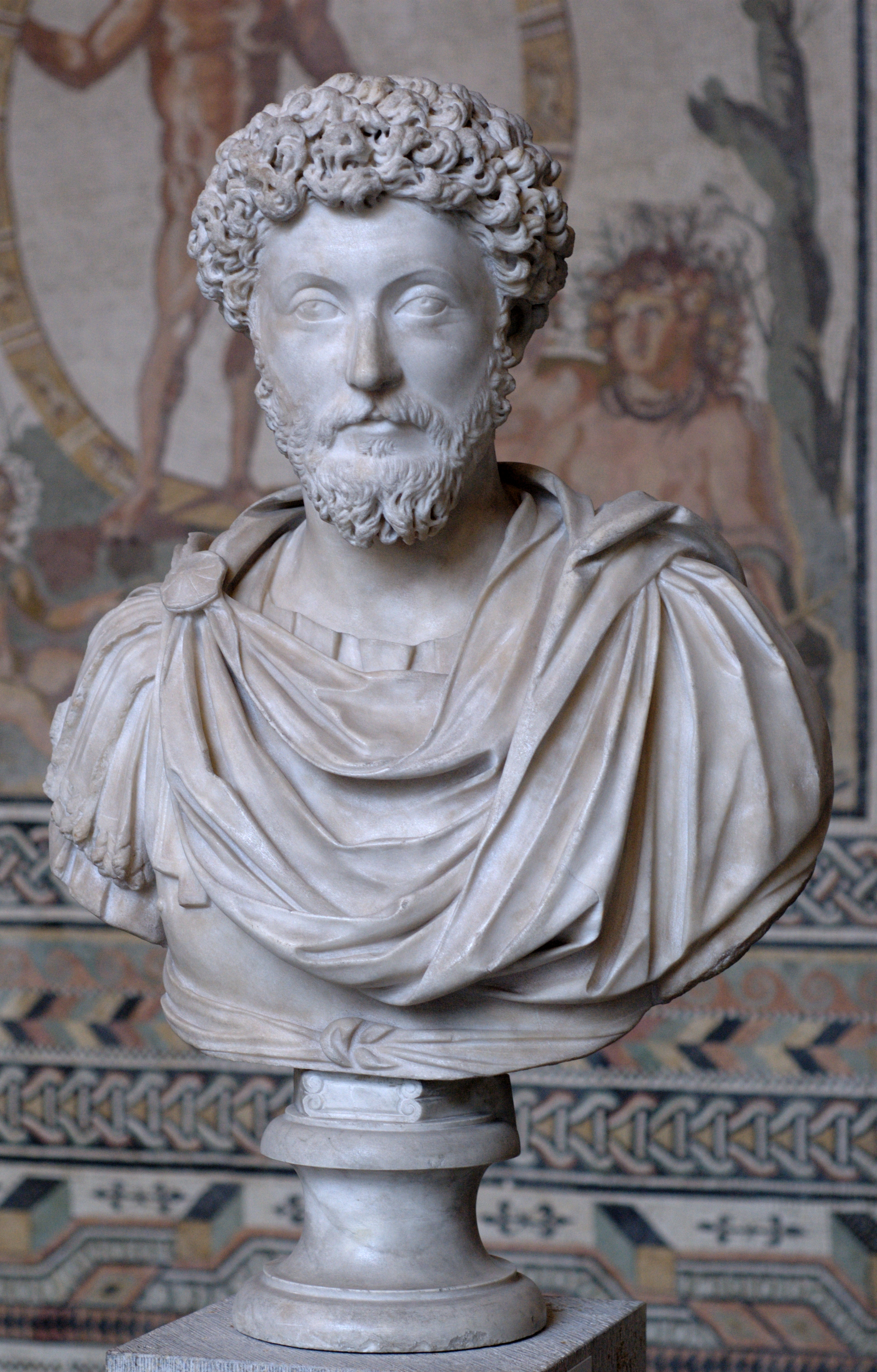
Marco Aurelio

Sconvolti dal disastro, molti si affidarono alla protezione offerta dalla magia. I racconti ironici di Luciano di Samosata riguardo al ciarlatano Alessandro di Abonutico affermano che un suo verso "che aveva spedito a tutte le nazioni durante la pestilenza... fu visto scritto ovunque sulle porte", in particolare in quelle case che erano rimaste vuote di abitanti.
L'epidemia ebbe drastici effetti sociali e politici in tutto l'impero romano. Barthold Georg Niebuhr conclude che "nel momento in cui il regno di Marco Aurelio ha un punto di svolta in molte cose, soprattutto letteratura e arte, non ho dubbi che questa crisi fosse dovuta a questa peste...  Il mondo antico non si riebbe mai dal colpo inflitto dalla piaga che lo visitò durante il regno di Marco Aurelio".
Edward Gibbon e Michail Rostovcev assegnano alla peste antonina un'influenza minore rispetto all'andamento economico e politico, già critici.
Alcuni effetti del contagio però sono evidenti. Quando le forze imperiali si mossero verso est sotto il comando dell'imperatore Vero, dopo che l'esercito di Vologase IV attaccò l'Armenia, le difese romane dei territori orientali furono limitate dalle numerose perdite subite dalle truppe per via della pandemia.
Per molti anni i popoli germanici e galli a nord dei confini dell'impero avevano premuto verso sud, in cerca di nuove terre per sostenere la crescita numerica della loro popolazione: decimati dalla malattia, gli eserciti romani non furono in grado di respingerli. Dal 167 fino alla sua morte, l'imperatore Marco Aurelio comandò personalmente le legioni nei pressi del Danubio, tentando con un successo solo parziale di controllare l'avanzata dei Germani oltre il fiume. Il principale attacco contro i Marcomanni fu posposto fino al 169 a causa della scarsezza di truppe imperiali.
Durante la campagna germanica, Marco Aurelio scrisse anche la sua opera filosofica intitolata Colloqui con sé stesso. Il passaggio IX.2 afferma che la pestilenza attorno a lui era meno letale della menzogna, del comportamento maligno e della mancanza di vera comprensione. All'imperatore è inoltre stata attribuita la seguente frase, pronunciata poco prima di morire: «Perché piangete voi per me, e non pensate piuttosto alla pestilenza e alla morte comune?».